# Zakarias Berg
Kristoffer Zakarias Berg (Skellefteå, 17 luglio 1995) è un lottatore svedese, specializzato nella lotta greco-romana.

## Biografia
Le sue squadre di club sono state lo Huddinge BK in Svezia e il KSV Ispringen in Germania. È stato allentato da Neno Jovanovic dal 2008 e da Jimmy Samuelsson (oro ai mondiali di Mosca 2002) dal 2009. Dal 2012 è allenanto dall'ex lottatore Mohamad Babulfath, oro al campionato nordico di Tallin 2007. 
Ha rappresentato la Svezia ai Giochi olimpici estivi di Rio de Janeiro 2016.
Ai campionati nordici di Poniewież 2017 si è aggiudicato la medaglia d'oro nel torneo degli 85 chilogrami.
Ai campionati europei di Kaspijsk 2018 ha vinto la medaglia di bronzo nella categoria 87 chilogrammi.

## Palmarès
- Europei

Kaspijsk 2018: bronzo negli 87 kg.
- Campionati nordici

Poniewież 2017: oro negli 85 kg.